# Confédération nationale des travailleurs dominicains
Pour les articles homonymes, voir Confédération nationale du travail.
La Confederación Nacional de Trabajadores Dominicanos (CNTD - Confédération nationale des travailleurs dominicains)  est une confédération syndicale de la République dominicaine. Elle est affiliée à la Confédération syndicale internationale et à la Confédération syndicale des travailleurs et travailleuses des Amériques.